# Лившиц, Яков Борисович
Яков Борисович Ли́вшиц (псевдоним Н. Рудин; 17 ноября 1881, Лепель, Витебская губерния — 1942, Ленинград) — российский журналист, секретарь Общества Думских журналистов с 1910 года. Директор издательства «Петроград» и главный редактор издательства «Полярная звезда».

## Биография
Родился в городе Лепель. Получил домашнее образование, служил в оценочном отделе Самарской губернской земской управы. В 1904 году по рекомендации Н. Ф. Анненского поступил в статистический отдел Главного управления неокладных сборов. Работал в Государственной Думе, составил ряд комментированных изданий новоутверждённых законов, в том числе Закон 15 июня 1912 года о реформе местного суда (СПб., 1912).
Печатался в «Речи», «Современном слове», «Русском слове», «Новом восходе» и других (публикации отчётов заседаний Государственной Думы). Жил в Ленинграде в доме № 406. Арестован 27 января 1931 года за вредительство и осуждён на 3 года пребывания в ИТЛ. С Ухтпечлага освободился досрочно.
Погиб в 1942 году во время Ленинградской блокады.